# Steve Balsamo
Steve Balsamo est un chanteur et compositeur gallois, surtout connu pour avoir joué le rôle principal dans la production londonienne Jesus Christ Superstar au milieu des années 1990. Il se produit en tant que membre de plusieurs groupes et est également un auteur-compositeur à succès. Il est aussi sur le sixième album solo de Eric Woolfson, Poe: More Tales of Mystery and Imagination en 2003, sur lequel il chante sur 8 chansons, dont une avec Eric Woolfson, The Murders in the Rue Morgue. 

## Biographie
Steve Balsamo est né à Swansea, d'un père chef cuisinier vénitien et d'une mère galloise. Il fréquente l'école Dynevor au cœur de la ville, où il sera renvoyé de la chorale, après qu'on lui ait signifié qu'il ne savait pas chanter. Il canalise alors ses penchants créatifs vers l'art et s'inscrit dans une école d'art pour se spécialiser en peinture . À l'âge de 17 ans, il se perfectionne au chant et à l'écriture de chansons, formant plusieurs groupes qui font le tour des pubs et des clubs interprétant des reprises de classiques du rock.
Pour subvenir à ses besoins tout en continuant à jouer, il occupe divers emplois tels que déménageur de pianos ou ouvrier dans les aciéries de Port Talbot. Il obtient ensuite une place à l'Université de Bristol pour étudier l'art graphique, mais refuse d'intégrer l'école de musique locale où il a joué le rôle de Jésus dans la production Jesus Christ Superstar . Entre-temps, il apprend à jouer de la guitare et continue à écrire des chansons.
À cette époque, Balsamo assiste à un atelier à Cardiff géré par The Prince's Trust pour les musiciens sans emploi. On lui demande de chanter en ouverture du concert des maîtres de musique du Prince's Trust à Hyde Park en 1996 devant une foule de 150 000 personnes.
Après qu'un ami ait mentionné à Steve qu'Andrew Lloyd Webber cherchait un interprète pour jouer le rôle de Jésus, Balsamo saisit l'occasion de présenter sa voix de 3 octaves et demie, déterminé à obtenir le rôle. Malgré son manque d'expérience dans le West End, il remporte le rôle de Jésus parmi les milliers de personnes qui ont auditionné, menant à un titre de journal mémorable: "Le Fils de Dieu est gallois". Lors d'une représentation télévisée de l'émission, il fait non seulement pleurer Andrew Lloyd Webber, mais il réussit également à vendre 160000 £ de billets pour le spectacle en une demi-heure. Il remporte un prix du Variety Club pour le rôle en 1997.
Balsamo signe avec Columbia Records et commence à écrire et à enregistrer son premier album, All I Am, qui sort en septembre 2002. Le premier single de l'album, Sugar for the Soul entre dans le Top 40 du Royaume-Uni, et fait partie des chansons favorites fréquemment demandées sur la chaîne musicale The Box, et conduit à une apparition au TOTP2 . Le deuxième single de l'album, All I Am is You, devient le single de la semaine de Ken Bruce sur Radio 2 .
Balsamo revient sur scène dans la comédie musicale française Notre-Dame de Paris. Il travaille ensuite sur Poe: More Tales of Mystery and Imagination, une nouvelle comédie musicale, d'après un album du groupe The Alan Parsons Project, écrit par Eric Woolfson, basé sur la vie du poète Edgar Allan Poe. Il est enregistré aux studios Abbey Road en 2003.
Balsamo co-écrit la chanson À chaque pas représentant la France au Concours Eurovision de la chanson 2004, qui terminera 15e.
En 2004, Balsamo forme The Storys, un groupe de country rock influencé par la côte ouest composé d'Andy Collins (basse / chant / composition), Dai Smith (guitare / chant / composition), Alan Thomas (claviers), Brian Thomas (batterie / percussions) et Rob Thompson (guitare / chant / composition). Dai Smith quitte le groupe en 2008 et est remplacé par Rosalie Deighton.
Balsamo, avec son coéquipier des Storys, Rob Thompson, et Rob Reed, du groupe de rock progressif Magenta, travaille également sur un projet appelé ChimpanA. Avec Rob Thompson et Andy Collins des Storys, il sort un EP sous le nom d'Oystermouth, Five Songs For Jen.
Balsamo est un auteur-compositeur prolifique et obtient des succès en Europe et en Australie en compagnie d'artistes tels que Meat Loaf, Anthony Callea, Jonatan Cerrada et Slash of Guns N 'Roses.[réf. nécessaire]. Il tourne aussi avec le regretté Jon Lord, avec lequel il écrit et enregistre juste avant sa mort une nouvelle version de son concerto pour groupe et orchestre. Enfin, il écrit des chansons avec la chanteuse folk Rosalie Deighton pour un projet de duo appelé Balsamo Deighton qui se produit à Swansea, au Pays de Galles en 2013 en hommage à son compatriote Gallois Pete Ham .

## Théâtre
- Poe d'Eric Woolfson (performance musicale) : Edgar Allan Poe

Lieu : Abbey Road Studios, Londres (6 au 8 novembre 2003)
- Notre-Dame De Paris : Phœbus

Lieu : Dominion Theatre, Londres (mai à octobre 2000)
- Jesus-Christ Superstar : Jésus de Nazareth

Lieu : Lyceum Theatre, Londres (novembre 1996 à septembre 1997)
- Les Misérables : Feuilly et Marius

Lieu : The Point, Dublin et Edinburgh Playhouse (1993)

## Discographie

### Album
- All I Am (Sortie : 9 septembre 2002, Columbia Records )

### Single
- Sugar for the Soul (Sortie : 4 mars 2002, Colombie) Royaume-Uni # 32 [6]
- All I Am is You (Sortie : 2 septembre 2002, Colombie)
- Immortal (Sortie : 2003, Sony Music )

### Eric Woolfson
- Poe: More Tales of Mystery and Imagination - Chant sur 8 chansons de l'album. (2003)